# Élection présidentielle gabonaise de 2005
L'élection présidentielle gabonaise s'est tenue le 27 novembre 2005.

## Résultats
- Inscrits : 554 967
- Participation : 63,60 %

| Candidat | Candidat                | Parti       | Votes   | Votes   | Votes |
| Candidat | Candidat                | Parti       | No.     | %       |       |
| -------- | ----------------------- | ----------- | ------- | ------- | ----- |
|          | Omar Bongo Ondimba      | PDG         | 275 819 | 79,18 % |       |
|          | Pierre Mamboundou       | UPG         | 47 410  | 13,61 % |       |
|          | Zacharie Myboto         | Indépendant | 22 921  | 6,58 %  |       |
|          | Augustin Moussavou King | PSG         | 1 149   | 0,33 %  |       |
|          | Christian Maronga       | RDD         | 1 045   | 0,30 %  |       |